# Jezioro Jankowskie
Jezioro Jankowskie – jezioro w woj. wielkopolskim, w powiecie gnieźnieńskim, w gminie Gniezno w odległości około 2 km od wsi Jankowo Dolne, leżące na terenie Równiny Wrzesińskiej.
Przy południowym brzegu jeziora, w pobliżu przystanku kolejowego Jankowo Dolne, znajduje się ośrodek wypoczynkowy i kąpielisko. Na południe od jeziora leży Jezioro Wierzbiczańskie.

## Dane morfometryczne
Powierzchnia zwierciadła wody według różnych źródeł wynosi od 32,5 ha przez 35,7 ha o 35,71 ha.
Zwierciadło wody położone jest na wysokości 95,5 m n.p.m. Średnia głębokość jeziora wynosi 5,83 m, natomiast głębokość maksymalna 12,7 m lub 12,9 m bądź 12,95 m.
W oparciu o badania przeprowadzone w 2001 roku wody jeziora zaliczono do III klasy czystości i III kategorii podatności na degradację.